# Samuel Kaboo Morris

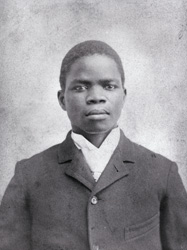
Samuel Kaboo Morris

Samuel Kaboo Morris (1873 – 12/5/1893) là một hoàng tử người Liberia đã cải sang Cơ Đốc Giáo lúc khoảng 14 tuổi. Năm 18 tuổi, ông rời Liberia đến Hoa Kỳ để hoàn thành chương trình giáo dục và đã đến trường Đại học Taylor vào tháng 12 năm 1891. Ở đó bây giờ là một khu ký túc xá của Đại học Taylor mang tên ông. Samuel qua đời năm 1893 do biến chứng của một bệnh nhiễm trùng đường hô hấp.
Cuộc đời của Morris là chủ đề của năm tiểu thuyết, hơn mười tiểu sử, một bộ phim năm 1954 và một phim tài liệu năm 1988. Trường Đại học Taylor đã lấy tên Samuel Morris để đặt cho rất nhiều tòa nhà, học bổng và công tác xã hội nhằm vinh danh nhân vật có ảnh hưởng sâu sắc nhất ở viện đại học. Câu chuyện về ông đã truyền cảm hứng cho rất nhiều người dâng mình đến châu Phi rao giảng Phúc Âm.

## Cuộc sống ban đầu
Samuel sinh năm 1873 ở Liberia. Tên thật của ông là Kaboo, cha ông là một tù trưởng. Rất ít điều được biết đến trong những năm thơ ấu của ông. Khi được 14 tuổi, bộ lạc của ông (Kru) bị Grebos (tù trưởng bộ lạc khác) tấn công và Kaboo bị bắt làm con tin. Ông được dùng làm "của cầm" để cha của ông phải thỏa mãn những đòi hỏi của kẻ chiến thắng thì mới được gặp lại con trai mình. Cha Kaboo, dù luôn cống nạp nhưng những gì Grebos đưa ra không bao giờ là đủ. Đoán rằng cha ông có thể sẽ không trở lại nữa, nên Kaboo bị đánh đập, hành hạ mỗi ngày. Tuy nhiên vào một đêm kia, đang khi bị đánh đập thình lình một ánh sáng lóe lên khiến mọi người quanh Kaboo choáng mắt. Và một Đấng nói như lệnh truyền từ trên cao bảo ông đứng dậy trốn thoát. Cùng lúc ấy dây thừng trói ông tuột xuống và trong chớp mắt Kaboo thấy sức mình phục hồi. Ông chạy trốn vào rừng rậm, ăn ốc sên và xoài để sống. Kaboo cứ đi trong rừng như thế cho đến khi gặp một đồn điền cà phê, thuộc sở hữu của những người giải phóng nô lệ. Ở đằng xa Kaboo thấy một người Kru đang làm việc, anh bạn này cũng đến từ Liberia và đã là một Cơ Đốc nhân. Kaboo tìm được việc làm và được nhận vào đồn điền cà phê làm chung với người bạn Kru của ông. Qua người bạn này ông đã biết về Đức Chúa Trời của Cơ Đốc giáo và học cách cầu nguyện. Kaboo đã từ một nô lệ trở thành Cơ Đốc nhân như thế. 
Động lực của Samuel đến Mỹ là để biết nhiều hơn về Chúa và Đức Thánh Linh. Samuel thường đến thăm giáo sĩ và hỏi rất nhiều câu hóc búa về Thánh Linh đến nỗi một vị giáo sĩ đã thú thật:" Tôi đã nói cho cậu nghe tất cả những gì tôi biết về Thánh Linh rồi". Nhưng ông vẫn nài nỉ:" Ai đã nói cho bà biết về Thánh Linh?". Bà giáo sĩ trả lời rằng bà đã hiểu biết về đề tài này là nhờ Stephen Merritt, thư ký riêng của giám mục William Taylor ở New York. Vậy là Samuel quyết định đi New York để tìm người đàn ông này. Ông chạy thẳng ra bờ biển, cầu nguyện rằng sẽ có một chiếc tàu có thể chở ông đến Mỹ. Một chiếc tàu buồm đang thả neo ở bến, đó là một con tàu lang thang, thủy thủ kiếm sống bằng cách buôn bán với thổ dân. Đức Chúa Trời nói với Sammy rằng thuyền trưởng sẽ chở ông đến Mỹ, nhưng thuyền trưởng bảo "Chú điên rồi!". Tuy nhiên sau đó hai thủy thủ bỏ trốn khiến ông thuyền trưởng thiếu tay chèo chống, và ông ta đã chấp nhận cho Samuel lên thuyền làm việc. Khi mới lên tàu, Sammy bị ghét bỏ và ngược đãi. Nhưng sau khoảng thời gian lênh đênh trên biển cho đến Mỹ, tất cả thủy thủ đều xem như anh em ruột thịt, họ cùng nhau cầu nguyện và hát thánh ca.

## Samuel ở Mỹ
Ở Mỹ, Samuel tìm thấy Stephen Merritt. Ông Merritt phải đến tham dự một buổi cầu nguyện đêm đó vì thế ông mời Samuel vào nhà hội gần đó và đợi tối sẽ gặp. Khi Merritt đã trở lại, ông thấy cậu bé châu Phi đang cầu nguyện cùng với 17 người quỳ xung quanh. Sammy đang nói cho họ nghe về Phúc Âm của Jesus. Đó là đêm đầu tiên ở đất Mỹ, ông đã dẫn gần hai mươi người đến với Chúa. Được gây ấn tượng bởi sự xức dầu và sự dạn dĩ của Samuel, Merritt mời cậu về nhà mình, điều này làm cho bà Merritt không vui. Nhưng qua thời gian, Samuel đã làm mất đi mọi thành kiến về chủng tộc trong gia đình này. Không chỉ "chinh phục" được bà Merritt, Samuel cũng giành nhiều tình cảm từ những người ở hội thánh ông Merritt. Suốt thời gian dài khi chủ nghĩa phân biệt chủng tộc phổ biến, họ khinh miệt người da màu. Tuy nhiên họ nhìn thấy rằng Chúa đang làm việc trên Samuel và ngay lập tức đã thành lập Hiệp hội Truyền giáo Samuel Morris để quyên tiền gửi cậu đến học tại Đại học Taylor, Indiana. Tại đây Sammy đã được học nhiều hơn về Đức Chúa Trời và Lời Ngài.
Đang khi ở đại học, Samuel được Chúa sử dụng một cách quyền năng để dẫn dắt nhiều người trở về với Ngài. Sinh viên thường dừng ở phòng kí túc xá để cầu nguyện cùng ông. Mọi người từ khắp nơi đến cùng Sammy để nói chuyện với ông và ông cầu nguyện cho họ. Sammy dùng nhiều thời gian để trò chuyện cùng Chúa, từ đêm khuya tới sáng hôm sau. Ông khích lệ người khác tập chú vào mối quan hệ của họ với Chúa. Nhiều tờ báo viết về câu chuyện cậu trai từ châu Phi đến đã làm phục hưng Fort Wayne bởi năng quyền đến từ Chúa. Samuel là thành viên sốt sắng của hội thánh Giám Lý Berry Street và cũng thường xuyên tham dự hội thánh East Wayne Street.
Khao khát của Sammy khi được học thần học đó là được trở về quê hương Liberia nói cho đồng bào mình biết về Jesus. Tuy nhiên, Đức Chúa Trời có kế hoạch cho cuộc đời ông. Mùa đông 1892, Samuel bệnh nặng (thủy thũng) tới nỗi ông không thể giấu rằng mình bị đau nặng. Dù trước đó ông cũng bị bệnh và cầu nguyện Chúa đã chữa lành cho ông, nhưng lần này ông không khỏi bệnh. Vào một hôm kia Chúa bày tỏ cho Samuel biết vì sao bệnh tật không dứt khỏi ông. Ngài nói công việc của Sammy trên đất này đã xong và bây giờ là lúc để ông trở về "nhà". Các sinh viên và tiến sĩ Reade đến thăm Samuel hỏi về ước mơ đem Phúc Âm đến châu Phi của ông thì ông đáp:" Đó không phải là việc của tôi. Đó là việc của Đấng Christ. Tôi đã hoàn thành công việc của mình rồi. Ngài sẽ gửi những người khác tốt hơn tôi đến làm việc tại châu Phi." 
Ngày 12 tháng 5 năm 1893, Samuel Morris - hoàng tử Kaboo qua đời khi chưa đầy 21 tuổi. Sau tang lễ của Samuel, rất nhiều người đã xung phong đi châu Phi truyền giáo, hoàn thành lời tiên tri của ông.
Mặc dù thông lệ của ngày đó là phần mộ của người da đen phải được chôn riêng, nhưng của Samuel thì khác. Ông được an táng giữa nghĩa trang, giữa những người da đen và da trắng, giúp kết nối hai phần lại với nhau, hệt như lúc ông còn sống. Tấm bia kỉ niệm của ông có ghi những chữ:
Samuel Morris 1872 - 1893
Hoàng Tử KABOO
Người Tây Phi
Cơ Đốc nhân huyền diệu trứ danh
Sứ đồ có đức tin giản dị
Tiêu biểu cho một đời sống tràn đầy Thánh Linh.
Sinh viên tại Đại học Taylor khóa 1892 - 1893
Fort Wayne, hiện ở Upland, Indiana. Câu chuyện về cuộc đời anh đã góp phần quan trọng cho sự phát triển của Đại học Taylor. Việc dựng đài tưởng niệm này được tài trợ bởi Lớp Cao đẳng Đại học Taylor năm 1928 và được đóng góp bởi các công dân Fort Wayne. 